# Govenia sodiroi
Govenia sodiroi är en orkidéart som beskrevs av Rudolf Schlechter. Govenia sodiroi ingår i släktet Govenia och familjen orkidéer.
Artens utbredningsområde är Ecuador. Inga underarter finns listade i Catalogue of Life.